# William Francis Ganong

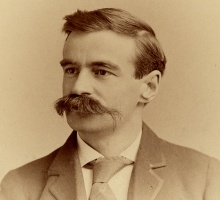
William Francis Ganong, 1895

William Francis Ganong (* 19. Februar 1864 in Carleton, New Brunswick (heute Saint John); † 7. September 1941 in Saint John) war ein kanadischer Botaniker am Smith College und Leiter des dortigen Botanischen Gartens. Neben dieser Tätigkeit hat er sich als (Regional)-Historiker, Kartograph und Linguist hervorgetan.

## Leben und Wirken
Ganong erwarb an der University of New Brunswick 1884 einen Bachelor und 1887 an der Harvard University einen Master. In München promovierte er 1894 in Biologie.
Ganong war von 1895 bis zu seiner Emeritierung 1932 Professor für Botanik und Direktor des Botanischen Gartens am Smith College in Northampton, Massachusetts. Von 1918 bis 1939 gehörte William Francis Ganong zum Direktorium des Familienunternehmens Ganong Bros., Kanadas ältestem Süßwarenhersteller.
Ganong veröffentlichte mehrere Lehrbücher zur Botanik und ihrer Didaktik. Er verbrachte seine Sommer meistens mit Kanutouren durch seine Heimat New Brunswick, wo er Karten der Wasserwege zeichnete und Geschichten der Mi’kmaq- und Maliseet-Indianer aufzeichnete, deren Sprachen er auch (in Grundzügen) erlernte. Ganong studierte die (indianischen) Ortsnamen (Toponyme) in New Brunswick und den anderen beiden Seeprovinzen Nova Scotia und Prince Edward Island und veröffentlichte mehrere wegweisende Aufsätze und Monographien dazu. Ganong gab der höchsten Erhebung der Seeprovinzen, dem Mount Carleton, seinen Namen. Er machte sich auch um die Wiedereröffnung des New Brunswick Museum in Saint John verdient, dem er seine Aufzeichnungen vermachte.
1903 wurde Ganong zum Mitglied der American Academy of Arts and Sciences gewählt. 1898 und 1920 erhielt er ein Ehrendoktorat der University of New Brunswick, 1898 einen Ph.D. und 1920 einen LL. D. 1901 wurde ein Berg in New Brunswick (Mount Ganong, 647 m) nach ihm benannt. An der University of New Brunswick trägt ein Gebäude ihm zu Ehren den Namen Ganongs.
Die kanadische Regierung, vertreten durch den für das Historic Sites and Monuments Board of Canada zuständigen Minister, ehrte Ganong am 16. Mai 1945 für sein Wirken und erklärte ihn zu einer „Person von nationaler historischer Bedeutung“.

## Schriften (Auswahl)
- The Teaching Botanist. Macmillan 1899.
- A Laboratory Manual for Plant Physiology. 1901.
- The Living Plant. 1913.
- A textbook of botany for colleges. 1917.